# Syd King
Ernest Sydney « Syd » King (né en 1873 à Chatham, Kent - mort en 1933) est un footballeur anglais et manager, et l'une des plus importantes personnalités de l'histoire de West Ham United. Il a remporté trois coupes d'Angleterre de football en 1923, 1926 et 1929 avec les Hammers.